# Schiffnerula celastri
Schiffnerula celastri är en svampart som beskrevs av Hosag., Riju & Sabeena 2008. Schiffnerula celastri ingår i släktet Schiffnerula och familjen Englerulaceae.   Inga underarter finns listade i Catalogue of Life.